# 1992年アルベールビルオリンピックの北朝鮮選手団
1992年アルベールビルオリンピックの北朝鮮選手団（1992ねんアルベールビルオリンピックのきたちょうせんせんしゅだん）は、1992年2月8日から2月23日までフランスのサヴォワ県アルベールヴィルで開催された1992年アルベールビルオリンピックの北朝鮮選手団、およびその競技結果。

## 概要
今大会は銅メダル1個を獲得した。
ショートトラック女子500mでファン・オクシルが銅メダルを獲得した。冬季オリンピックでの北朝鮮勢としては、1964年インスブルックオリンピックのスピードスケート女子3000mで韓弼花が銀メダルを獲得して以来のメダルであり、北朝鮮勢2つ目のメダルとなった。

## メダル
| メダル | 選手名           | 競技             | 種目     |
| ------ | ---------------- | ---------------- | -------- |
| 銅     | ファン・オクシル | ショートトラック | 女子500m |